# Agnes Boulton
Agnes Ruby Boulton (19 de septiembre de 1893 - 25 de noviembre de 1968) fue una escritora estadounidense de relatos para revistas pulp, activa durante la década de 1910.

## Vida y carrera
Boulton nació el 19 de septiembre de 1893 en Londres, Inglaterra, hija de Cecil Maud (Williams) y Edward William Boulton, un artista. Creció en Filadelfia y más tarde en West Point Pleasant, Nueva Jersey . Dio a luz a una hija, Barbara Burton, en 1914; ella afirmó haberse casado con un hombre llamado Burton que luego murió, pero luego admitió que esto era una falsedad.
Boulton conoció a Eugene O'Neill en el otoño de 1917 en el Golden Swan Saloon, más conocido como The Hell Hole, en Greenwich Village . Se casaron unos seis meses después, el 12 de abril de 1918, en Provincetown, Massachusetts .
O'Neill, en ese momento, era considerado un autor prometedor de obras de teatro en un acto. Durante el primer año de su matrimonio, escribió Más allá del horizonte, su primera obra de Broadway de larga duración, que ganó el premio Pulitzer en 1920. Durante los primeros años del matrimonio, Boulton modificó su escritura y publicó dos historias en The Smart Set, una importante revista coeditada por HL Mencken y George Jean Nathan.
Dio a luz a Shane O'Neill en 1919 y a Oona O'Neill en 1925. El matrimonio llegó a su fin cuando O'Neill dejó Boulton por la actriz Carlotta Monterey en 1928 y se divorciaron en 1929. El matrimonio Boulton/O'Neill ha sido estudiado y escrito por William Davies King, profesor de teatro en UC Santa Barbara, en "Another Part of a Long Story: Literary Traces of Eugene O'Neill and Agnes Boulton" (Michigan 2010) .
Su hija, Oona O'Neill, se casó con Charlie Chaplin en 1943 a la edad de 18 años (él tenía 54), y se mudó con él a Suiza nueve años después, renunciando a su ciudadanía estadounidense.
Boulton publicó una novela, The Road Is Before Us, en 1944, y una memoria de los dos primeros años de su matrimonio con O'Neill en 1958, titulada Part of a Long Story. Las memorias ofrecen un retrato de un extraño matrimonio literario en sus inicios. McFarland publicó una nueva versión comentada de ese libro en 2011.
Contrariamente a los términos del acuerdo de divorcio de 1929, Boulton había guardado la mayoría de sus cartas a y de O'Neill, así como algunos manuscritos de O'Neill, incluido "Exorcismo", una obra de teatro en un acto de O'Neill, que se pensaba había sido destruido, pero Boulton se lo había dado a un amigo, el guionista y productor Philip Yordan . Fue publicado en la edición del 17 de octubre de 2011 de The New Yorker.
La correspondencia O'Neill/Boulton fue publicada en 2000 por Fairleigh Dickinson University Press en un volumen titulado A Wind Is Rising.  Para un estudio biográfico completo de Boulton, consulte William Davies King, "Another Part of a Long Story: Literary Traces of Eugene O'Neill and Agnes Boulton" (Ann Arbor: University of Michigan Press, 2010). 
Boulton murió el 25 de noviembre de 1968 en West Point Pleasant, Nueva Jersey.